# Mike Dean (muziekproducent)
Michael George Dean, professioneel bekend als Mike Dean, is een Amerikaanse muziekproducent, audio-engineer en multi-instrumentalist. Hij staat vooral bekend om zijn synthesizer-gedreven producties en audiomixing voor bekende artiesten in de muziekindustrie. Hij begon zijn carrière in 1992 en werkte aanvankelijk met rappers uit Texas, zoals Scarface en 2Pac. Sindsdien heeft hij samengewerkt met artiesten als Kanye West, The Weeknd, Beyoncé, Drake en Madonna.
Als soloartiest heeft Dean meerdere studioalbums uitgebracht, waaronder 4:20 (2020), 4:22 (2021), Smoke State 42222 (2022), 4:23 (2023), 424 (2024) en 425 (2025).

## Carrière
In de jaren 80 begon Dean samen te werken met verschillende Texaanse artiesten, waaronder Selena, voor wie hij als muzikaal directeur en producer diende. Hij startte zijn carrière in de hiphopwereld en produceerde twee albums als onderdeel van de Houstonse groep Def Squad, samen met Norris Burse (Champ) en Kenny Bomer (KB), onder de labels Mr. Henry/Ichiban. In de jaren 90 werd Dean bekend als pionier van de Dirty South-sound, vooral door zijn werk met artiesten van Rap-A-Lot Records. Hij werkte samen met onder andere Scarface van Geto Boys, Nate Dogg, Tech N9ne en 2Pac.
Dean is een mixer, producer en mastering-engineer in de Amerikaanse hiphopwereld. Hij staat vooral bekend om zijn werk met Kanye West. Na zijn bijdrage aan de mixing van The College Dropout en Late Registration, werd hij producer op Wests albums Graduation, My Beautiful Dark Twisted Fantasy, Yeezus, The Life of Pablo, Ye en Donda. Hij co-produceerde ook het gezamenlijke album van Kanye West en Jay-Z, Watch the Throne. Daarnaast was hij betrokken bij de productie van Cruel Summer, het compilatiealbum van GOOD Music uit 2012. Ondanks een conflict met West in 2022 werkt Dean nog steeds aan Wests albums.
Sinds de jaren 2010  treedt Mike Dean ook op als gitarist en toetsenist tijdens liveoptredens van Kanye West en Travis Scott. Hij stond op diverse grote muziekfestivals en toerde mee met onder andere de Watch the Throne Tour, de Yeezus Tour, de Birds Eye View Tour van Travis Scott en de Astroworld – Wish You Were Here Tour. Dean heeft op elk muzikaal project van Scott sinds 2013 bijgedragen. In 2016 masterde hij Frank Oceans visuele album Endless, schreef en produceerde tracks op Desiigners mixtape New English, en produceerde zijn single Tiimmy Turner.
In mei 2017 kondigde Dean aan dat hij zijn eigen platenlabel, M.W.A., had opgericht. Toen hem werd gevraagd naar de betekenis van M.W.A., antwoordde hij: "Dat is hoe ik mezelf noem als DJ: Mexican Wrestling Association. Ik heb de naam eerder gebruikt voor merchandise en besloot hem te behouden." De eerste artiest die hij tekende was Dice Soho.
Op 20 april 2020 bracht Dean zijn instrumentale mixtape 4:20 uit. Op 20 mei 2021 werd Wildflower Wildfire van Lana Del Rey uitgebracht, geproduceerd door Dean. In een interview met Anthony Fantano voorafgaand aan de release, gaf Dean aan dat hij van plan was vaker met Del Rey samen te werken.
Sinds 2022 heeft Dean meerdere samenwerkingen gehad met The Weeknd. Hij werkte al met The Weeknd op het album Beauty Behind the Madness (2015) en produceerde de track Where You Belong voor de Fifty Shades of Grey-soundtrack. In 2022 verzorgde hij de live-arrangementen voor The Weeknds gezamenlijke optredens met Swedish House Mafia op Coachella. Dean was ook de openingsact op The Weeknds After Hours til Dawn Tour, waarbij zijn arrangementen in de shows werden gebruikt. Daarnaast maakte hij een remix van The Weeknds nummer Starry Eyes van het album Dawn FM en trad hij op als toetsenist en saxofonist tijdens de Europese en Latijns-Amerikaanse tour van The Weeknd.
Verder componeerde Dean de muzikale arrangementen voor het After Hours Nightmare-spookhuis tijdens de Halloween Horror Nights in Universal Studios Florida en Hollywood. In 2023 leverde hij live-arrangementen voor Metro Boomins optreden op Coachella, waar The Weeknd als speciale gast optrad. Hij was ook gastmuzikant bij 070 Shake tijdens het tweede weekend van het festival.
Dean co-schreef en produceerde The Weeknds single Double Fantasy (met Future) voor de soundtrack van The Weeknds HBO-serie The Idol, waarin Dean ook een rol speelt. De serie ging op 4 juni in première. Op 29 april bracht Dean zijn vierde mixtape 4:23 uit, mede-geproduceerd door The Weeknd. En op 31 januari 2025 bracht The Weeknd zijn album Hurry Up Tomorrow uit, waarvan nummers geproduceerd zijn door Dean. Op 25 april 2025 bracht Dean zijn vijfde solo album uit, 425.

## Discografie
4:20 (2020)

4:22 (2021)

Smoke State 42222 (2022)

4:23 (2023)

424 (2024)

425 (2025)
- Library of Congress Control Number: no2019063005
- MusicBrainz: 73e36439-1e9a-4925-bf2c-1d7f7885fbb0
- Virtual International Authority File: 8200155708726622580009